# Министр иностранных дел Чехословакии
Министр иностранных дел Чехословакии (чеш. Ministr zahraničí Československa, словац. Minister zahraničných vecí Česko-Slovenska) — министерский пост в правительстве Чехословацкой Республики, глава министерства иностранных дел Чехословакии. Пост учреждён 14 ноября 1918. Пост прекратил своё существование с распадом Чехословакии и соответственно с появлением постов министра иностранных дел Чехии и министра иностранных дел Словакии.

## Министры иностранных дел Чехословакии в1918—1939
- Эдвард Бенеш — (14 ноября 1918 — 5 ноября 1935);
- Милан Годжа — (5 ноября 1935 — 29 февраля 1936);
- Камиль Крофта — (29 февраля 1936 — 4 октября 1938);
- Франтишек Хвалковский — (4 октября 1938 — 15 марта 1938 (27 апреля 1939)).[1]

## Министр иностранных делЧехословацкого правительство в изгнаниив1940—1945
- Ян Масарик — (21 июля 1940 — 5 апреля 1945).[2]

## Министры иностранных дел Чехословакии в1945—1992
- Ян Масарик — (5 апреля 1945 — 10 марта 1948);
- Владимир Клементис — (18 марта 1948 — 14 марта 1950);
- Вильям Широкий — (14 марта 1950 — 31 декабря 1952);
- Вацлав Давид — (31 марта 1953 — 8 апреля 1968);
- Иржи Гаек — (8 апреля — 19 сентября 1968);
- Олдржих Черник — (19 сентября — 1 октября 1968);[3]
- Вацлав Плескот — (1 октября 1968 — 1 января 1969);
- Ян Марко — (2 января 1969 — 9 декабря 1971);
- Богуслав Хнёупек — (9 декабря 1971 — 11 октября 1988);
- Яромир Йоханес — (12 октября 1988 — 10 декабря 1989);
- Иржи Динстбир — (10 декабря 1989 — 27 июня 1992);
- Йозеф Моравчик — (2 июля — 31 декабря 1992);